# アルダ川 (イタリア)
アルダ（アルダがわ、Arda）は、エミリアの渓流で、全長のほとんどはピアチェンツァ県を流れる河川である。
モルファッソにあるアッペンニーノ・リーグレ山脈のモンテ・メネゴーザの北西斜面の標高約1356mに源流を発する。15km程流れた地点で川は人造ダムでせき止められ、鏡のような水面の貯水用のミニャーノ湖が出来ている。
渓流はさらにルガニャーノ・ヴァル・ダルダとカステッラルクアートを流れ、平原に注ぎ込みフィオレンツオーラ・ダルダ、コルテマッジョーレ、ヴィッラノーヴァ・スッラルダの街を横切る。
ポレージネ・パルメンセの近く、ポー川に合流する1km程手前、別の流れであるピアチェンティーネ丘陵から流れてきたオンジーナ川が合流する。
アルダの水の流れは特徴的で、春と秋（雨が多い季節）に最大の水量となり夏には少なくなる。